# Juan soldado
Juan soldado és un telefilm espanyol de 1973 protagonitzat i dirigit per Fernando Fernán Gómez i basat lliurement en una novel·la de Fernán Caballero, inspirada en el conte En Pere sense por.

## Argument
Després d'haver estat servint al Rei durant vint-i-quatre anys, Juan Soldado només rep una fogassa de pa i sis morabatins. Caminant, es troba tres vegades amb sant Pere i Jesucrist, que li demanen ajuda. Juan Soldado (que no sembla reconèixer-los) comparteix gairebé tots els seus escassos béns amb els pelegrins, i aquests a canvi li concedeixen un desig. Juan Soldado demana que tot el que ell vulgui es fiqui en el seu morral, la qual cosa li és concedida.
La pel·lícula ens mostra llavors l'avantsala del Cel, un lloc blanc i asèptic on gent de totes les èpoques es troben esperant una entrada al paradís que mai sembla arribar. Allí està Juan Soldado contant a uns nens les seves aventures.
Juan continua comptant com va usar el seu morral màgic per a robar totes les llonganisses, formatges i xoriços d'un poble mentre els seus habitants enterraven a un mort, ja que "el muerto al hoyo y el vivo al bollo". Més tard demana posada en un altre poble, però l'alcalde li adverteix que l'únic lloc disponible està habitat per una "sorpresa", l'ànima d'un condemnat. Juan que "ni tem, ni deu" hi acudeix, l'espectre se li apareix i intenta espantar-lo inútilment. Veient que és un home valent, li sol·licita que lliuri una gerra de bronze als pobres, una altra de plata perquè resin per la seva ànima i, a canvi, es pot quedar amb una gerra d'or que es troba al lloc. Juan segueix les indicacions i es converteix en un home ric, salvant l'ànima del condemnat. Això enfureix molt Satanàs, qui envia una diablessa perquè el tempti, però Juan la fica en el seu morral. Enfadat, el propi Satanàs es presenta davant Juan Soldado, però només aconsegueix acabar també al morral. Sense la direcció del seu cap, els encarregats de conduir en autobus les ànimes a l'infern es tornen apàtics i els condemnats poden escapar.
De tornada a l'avantsala al Cel, apareix sant Pere i Juan Soldado li demana passar al paradís, però aquest li adverteix que "no entra qualsevol en el Cel". Enfadat, Juan fica sant Pere al seu morral. Tota la gent que estava esperant per a entrar aprofita per a derrocar la sala i accedir al paradís. Sant Pere, des del morral, li recrimina que ara totes les "ànimes de càntir" podran entrar al Cel, i ell li contesta: "Això és precisament el que vol Juan Soldado".

## Producción
El guió va ser escrit per Lola Salvador Maldonado, basada en una història de Fernán Caballero, per a la sèrie Narraciones de TVE. Tanmateix, donat l'elevat pressupost que exigia i el controvertit del seu material, es va pensar que era millor el format telefilme. La pel·lícula es va realitzar en color, a pesar que en aquella època la majoria dels televisors espanyols eren en blanc i negre. Com la pel·lícula es va concebre per a ser venuda a l'estranger, la censura va ser més laxa del que era habitual, ja que el règim franquista estava interessat en aquell moment a donar una imatge d'obertura cara a l'exterior. No obstant això, quan finalment es va emetre en TVE a les 23.00 hores del 24 d'octubre de 1973, es van censurar alguns passatges, com el pròleg en què apareixien uns nens cantant. Fernán Gómez va declarar que aquest encàrrec va ser "el que menys puc considerar cinema per encàrrec, ja que ja que des del guió d'arrencada hauria estat orgullosíssim d'haver-lo escrit" i que "si se m'hagués ocorregut a mi, la consideraria avui com la meva obra d'autor més important." Va quedar tan content Fernán Gómez amb l'experiència, que va proposar a TVE la producció en forma de sèrie d'un projecte que tenia al cap des de feia temps, rodar una obra basada en la novel·la picaresca espanyola, que es va materialitzar l'any següent amb la sèrie El pícaro.

## Premis
Va guanyar el Premi del Festival de Praga de 1973. Aquesta interpretació, a més, li va valdre a Fernán Gómez el Fotogramas de Plata 1973.

## Disponibilitat
El mediometraje pot trobar-se com a extra dins del DVD de la sèrie El pícaro.